# Leptopalaemon glabrus
Leptopalaemon glabrus is een garnalensoort uit de familie van de Palaemonidae. De wetenschappelijke naam van de soort is voor het eerst geldig gepubliceerd in 1993 door Bruce als Kakaducaris glabra.